# Ингурская ГЭС
Ингу́рская ГЭС (Ингур ГЭС, Ингури ГЭС) — крупнейшая на Кавказе гидроэлектростанция. Располагается на реке Ингури на административной границе  Грузии вблизи города Джвари. Bвиду нахождения ключевых объектов ГЭС как на территории частично признаннаой Республики Абхазия, которую подавляющее большинство стран за небольшим исключением признает территорией Грузии так и на не окуппированной  территории Грузии, эксплуатация возможна при сотрудничестве сторон.

## Описание
Ингурская ГЭС представляет собой плотинно-деривационную гидроэлектростанцию, гидравлическая схема которой основана на переброске части стока реки Ингури в бассейн реки Эрисцкали. Из общего напора в 410 м, 226 м создаётся плотиной, а оставшиеся 184 м — напорной деривацией. Состав сооружений ГЭС:
- Арочная бетонная плотина высотой 271,5 м и длиной по гребню 728 м на реке Ингури. Является второй по высоте (после каменно-набросной плотины Нурекской ГЭС) плотиной на территории бывшего СССР и 8-й по высоте плотиной мира. Плотина состоит из пробки высотой 50 м и собственно арочной плотины высотой 221,5 м (спад 510,5/289,0). Толщина плотины на уровне верха пробки — 52 м, на отметке гребня — 10 м. В теле плотины расположено семь водосбросных отверстий диаметром 5 м, используемых для холостого сброса воды; кроме того, на гребне плотины имеется 12 полупролётов шириной по 3,5 м и глубиной 9,6 м, рассчитанных на пропуск до 2700 м³/с воды.
- Глубинный водоприёмник тоннельного типа, служащий для забора воды в деривационный тоннель. Водоприёмник имеет два отверстия, которые затем соединяются в одно.
- Напорный деривационный тоннель диаметром 9,5 м и длиной более 15 км. Напор на входе в тоннель составляет 101 м, в конце тоннеля — 165 м.
- Уравнительный резервуар.
- Пять ниток подземных турбинных водоводов, перекрываемых дисковыми затворами диаметром 5 м.
- Подземное здание ГЭС.
- Отводящий тоннель.

Мощность ГЭС — 1300 МВт, среднегодовая выработка — 4430 млн кВт·ч. В здании ГЭС установлены пять гидроагрегатов с вертикальными радиально-осевыми турбинами производства «Турбоатом», работающих при расчётном напоре 325 м (максимальный напор — 410 м), максимальный расход через каждую турбину — 90 м³/с. Турбины приводят в действие гидрогенераторы мощностью по 260 МВт. Напорные сооружения ГЭС образуют Джварское (Ингурское) водохранилище полным объёмом 1110 млн м³ и полезным объёмом 676 млн м³.
Ингурская ГЭС находится на территории, входящей в зону грузино-абхазского конфликта, а потому, до его разрешения, возможности использования мощностей ограничены. Сооружения ГЭС находятся как на территории Грузии (плотина, водоприёмник и часть тоннеля), так и Абхазии (часть тоннеля и здание ГЭС), кроме того, в состав Ингурского гидроэнергетического комплекса, помимо собственно Ингурской ГЭС, также входят четыре перепадные ГЭС на реке Эрисцкали (ГЭС-I, -II, -III и -IV), находятся на территории Абхазии, поэтому для полноценной эксплуатации энергокомплекса необходимо сотрудничество двух сторон.
Станция эксплуатируется совместно Грузией и Абхазией. В 1992 году между грузинской и абхазской сторонами была достигнута договорённость о распределении выработки электроэнергии с Ингурской ГЭС в пропорции 60 % (Грузия) на 40 % (Абхазия). Однако с 2016 года Абхазия забирала уже 57% электроэнергии (каждый год с ноября по февраль вся выработка Ингури ГЭС полностью потребляется Абхазией). Это связывают с отсутствием счетчиков и бесконтрольным использованием криптоферм. За 10 месяцев 2021 года энергопотребление в Абхазии (при населении примерно в 200 тысяч человек) превысило 3 млрд квт.часов. В то же время в Тбилиси, где проживает 1 млн. 300 тысяч – 1 млн. 500 тысяч человек, потребление электроэнергии на 100 млн. квт. часов меньше. Грузинская сторона 5-6 лет назад предлагала Абхазии субсидии для установки счетчиков, но предложение осталось без ответа.
Эксплуатация ГЭС выявила наличие ряда технических проблем, из-за которых мощность гидроагрегатов не достигала номинальной, а гидроагрегат № 3 вышел из строя в середине 1990-х годов. С 2004 года фирмой Voith Siemens Hydro были начаты работы по реконструкции ГЭС, финансируемые за счёт зарубежных кредитов и грантов. 20 октября 2006 года был пущен в эксплуатацию восстановленный гидроагрегат № 3, позднее были реконструированы гидроагрегаты № 2 и 4. Работы по реконструкции гидроагрегатов № 1 и 5 планировалось завершить в 2012—2013 годах[уточнить], стоимость работ составила €20 млн, предоставленных ЕБРР.
В 2019 году на Ингурской ГЭС впервые на Кавказе внедрена система непрерывного измерения расхода воды через гидроагрегат № 5 абсолютным методом.

## История
Проект Ингурской ГЭС разработал Гидропроект в середине 1960-х годов. Главный инженер проекта - В.И. Бронштейн.

## Управление
Председатель совета директоров — Леван Мебония. Генеральный директор — Гия Хубуа. Официального соглашения между Грузией и неподконтрольной територий - Абхазией о распределении электроэнергии на Ингури ГЭС не существует так как Грузия эту часть территории признает своей и второй стороны для договора быть не может

## Галерея
- Вид с нижнего бьефа
- Вид с верхнего бьефа
- Сброс воды через плотину
- Водозаборные отверстия водопропускного тоннеля